# من با گروه هستم: نستی چری
من با گروه هستم: نستی چری (به انگلیسی: I'm with the Band: Nasty Cherry) یک مجموعهٔ تلویزیونی مستند می‌باشد که در سال ۲۰۱۹ پخش شد. فرضیه داستان حول محور چارلی ایکس‌سی‌ایکس و دوستش و مدیر گروه، امی لیختنبرگ و پیشرفت آنها برای در کنار هم قرار دادن گروه نستی چری می‌چرخد.

## انتشار
من با گروه هستم: نستی چری در ۱۵ نوامبر سال ۲۰۱۹ در نتفلیکس منتشر شد.